# ピンク・レディーと春休み

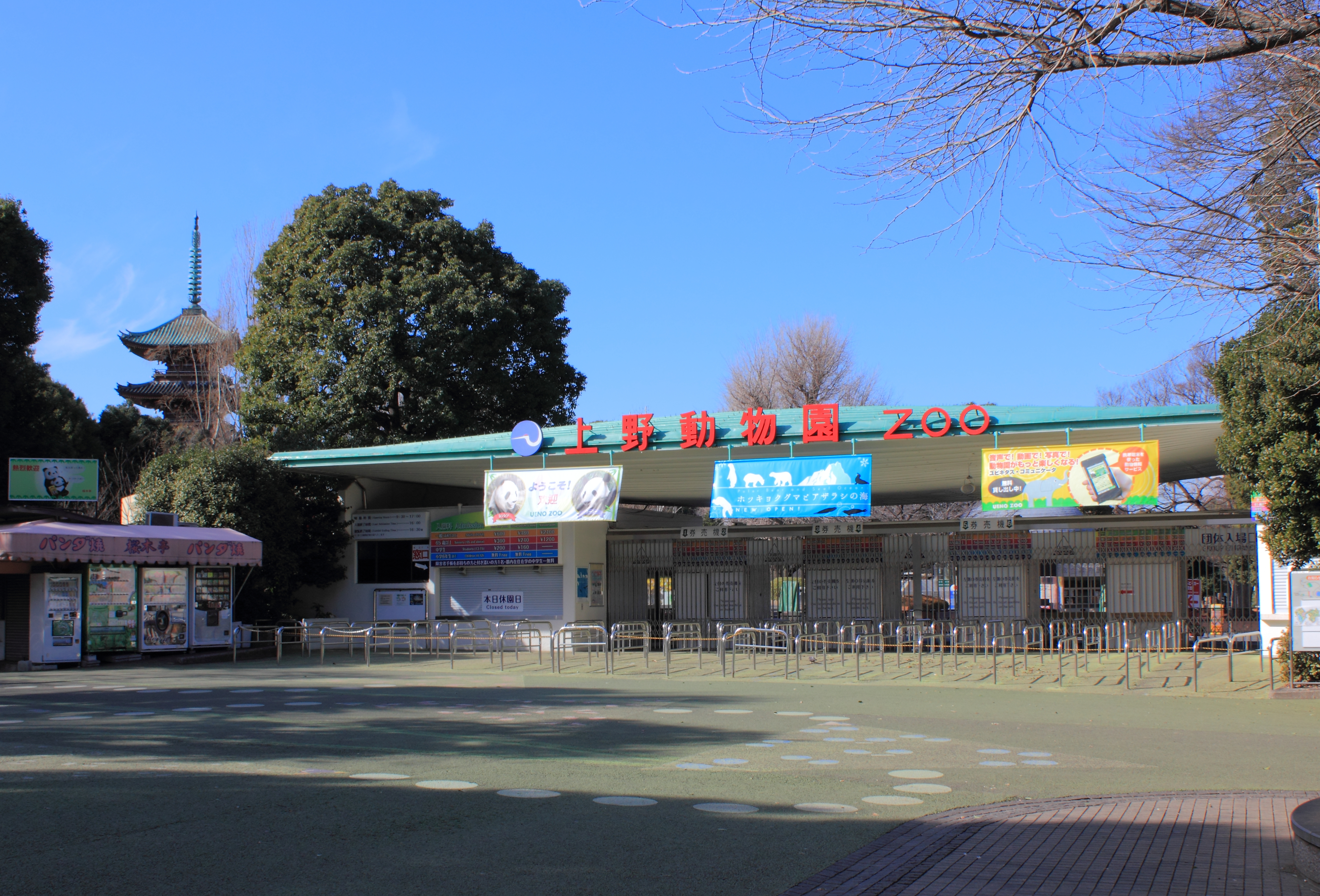
現実パートの舞台となった恩賜上野動物園の正面ゲート

『ピンク・レディーと春休み』（ピンク・レディーとはるやすみ）は、1979年3月17日公開の「東映まんがまつり」で上映されたアイドル短編映画。T&C ミュージック作品。カラー、シネマスコープ、24分。

## 概要
当時の人気アイドルであるピンク・レディーを主演とした作品で、前年（1978年）12月16日に東宝系で公開された一般映画『ピンク・レディーの活動大写真』に続く2作目にして最後の主演映画。しかしピンク・レディー映画といっても、本来のピンク・レディーが登場するのは夢の中の歌のパートのみ、恩賜上野動物園を舞台とした現実パートでは、ピンク・レディーの着ぐるみ人形が登場するという、ピンク・レディー作品は元よりアイドル映画の中でも風変わりな作品。
2015年現在、映像ソフト化はされてない。
なお「まんがまつり」で上映された非TV系短編映画は、1977年3月19日公開の『ジャイアンツのこども野球教室』以来2年振り、アイドル映画に至っては、1974年7月25日公開の『フィンガー5の大冒険』以来5年振りだが、本作が事実上最後となった。

## ストーリー
ミーとケイの着ぐるみ人形が上野動物園に現れ、動物たちと遊び始めた。歌や踊りが出て来て皆は大喜びだ。やがて皆は疲れて眠りにつく。夢の中ではピンク・レディーの舞台が始まり、皆が知ってるヒット曲が流れてきた…。

## 出演者
- ピンク・レディー
  - ミー
  - ケイ

## 挿入歌
- ペッパー警部
- カメレオン・アーミー
- ほか

## スタッフ
- 製作 - 相馬一比古
- 企画 - 岸田一則
- 原案 - 加納亨一、相原芳男
- 脚本 - 松原俊春
- 監督 - 滝沢正治[1]

## 同時上映
- 龍の子太郎（劇場用新作）
- SF西遊記スタージンガー（同上）
- 闘将ダイモス（TVブロウアップ版）
- キャプテン・フューチャー（同上）